# Shibetsu, Hokkaidō
Shibetsu (士別市 Shibetsu-shi, Ainu: Sipet) là thành phố thuộc tỉnh Hokkaidō, Nhật Bản.